# Karina Catalán
Karina Mitchell Catalán Pérez (Mexicali, Baja California; 30 de agosto de 1986), conocida como Karina Catalán, es una cantante y compositora mexicana del género regional mexicano.

## Biografía

### Primeros años
Karina Catalán comenzó los 7 años de edad gracias a sus padres quienes la comienzan a adentrar a la música por medio del coro en la iglesia de su natal Mexicali. Su primera composición la realizó a los 12 años y a los 13 escribe su primera canción del género regional mexicano.
Karina fue madurando junto con su talento, tuvo la oportunidad de abrir conciertos de otros artistas en los teatros del pueblo de Mexicali, junto con su hermana mayor Sorayda.

### Lanzamiento deA tu salud
Se le da la oportunidad de participar en los reality shows Latin American Idol y La Voz México Tercera Temporada. Después de esta última participación, Karina se enfocó en su primer álbum discográfico titulado A tu salud.
Con el tema Muy buena o estúpida llega por primera vez al gusto del público femenino, una canción que engloba una temática muy fuerte sobre el abuso físico y psicológico a la mujer, invitando a reflexionar y tomar impulso para salir adelante.
Muy buena o estúpida llega a los 10 millones en el canal de YouTube, convirtiéndose en el tema que puso a la cantante en el ojo del público y la prensa. Así mismo, obtiene con su tercer sencillo Que lástima me das la nominación por Premios Bandamax, como solista femenina del año. 

### 2019-presente
En el 2019 logra su primer sold out al presentar su espectáculo con mariachi en el Salón Tenampa de la Ciudad de México.
En ese mismo año, Karina realiza una gira con el primer sencillo llamado Por un cobarde, que se desprende de su segundo álbum musical que se lanzará este 2021 bajo las influencias del género mariachi y logrando fusionar de una manera muy interesante varios géneros dentro del mismo regional mexicano.

## Discografía
- 2015: A tu salud
- 2020: Ama tus raíces

## Premios y nominaciones
| Año  | Premio           | Categoría               | Trabajo nominado              | Resultado | Ref.  |
| ---- | ---------------- | ----------------------- | ----------------------------- | --------- | ----- |
| 2017 | Premios Bandamax | Solista femenina de año | Que lástima me das (sencillo) | Nominada  | [ 5 ] |